# جيمس روبرت جونز
جيمس روبرت جونز (بالإنجليزية: James Robert Jones)‏ (و. 1939 – م) هو سياسي، ومحام، ودبلوماسي من الولايات المتحدة الأمريكية .
وهو عضو في الحزب الديمقراطي الأمريكي .

## التعليم
تعلم في جامعة أوكلاهوما.